# Stefan Ilsanker (Fußballspieler)
Stefan Ilsanker (* 18. Mai 1989 in Hallein) ist ein ehemaliger österreichischer Fußballspieler. Der defensive Mittelfeldspieler wurde mit Red Bull Salzburg 2014 und 2015 je zweimal österreichischer Meister und Pokalsieger, in der deutschen Bundesliga absolvierte er von 2015 bis 2022 für RB Leipzig und Eintracht Frankfurt 156 Ligaspiele. Zuletzt in der Saison 2022/23 beim CFC Genua in der italienischen Serie B unter Vertrag, erklärte er Anfang 2024 sein Karriereende. Für die österreichische Nationalmannschaft bestritt er zwischen 2014 und 2022 insgesamt 61 Länderspiele und nahm an den Europameisterschaften 2016 und 2021 teil. Er ist der Sohn des ehemaligen Torwarts Herbert Ilsanker.

## Karriere

### Jugend
Ilsanker begann mit dem Fußballspielen im Jahr 1996 in seinem Geburtsort beim heute nicht mehr existierenden 1. Halleiner SK. Ab 1998 war er Torwart der Jugendabteilung des damaligen deutschen Zweitligisten 1. FSV Mainz 05, als sein Vater dort als Profi tätig war. Im Jahr 2001 kam Ilsanker zurück nach Hallein und spielte wieder für seinen Stammverein, wechselte bald aber auf Kooperationsbasis in die Jugendabteilung von Austria Salzburg. Dies bedeutete, dass Ilsanker zu dieser Zeit jedes Jahr für rund zwei bis drei Monate beim 1. Halleiner SK gemeldet war und immer erst danach zu den Violetten in die Landeshauptstadt Salzburg ging. Nachdem der Halleiner SK nach der Saison 2003/04 mit dem SK Olympia 1948 Hallein zum FC Hallein 04 fusioniert hatte, wechselte Ilsanker zu diesem. Die Kooperation mit dem SV Austria Salzburg blieb jedoch bestehen.

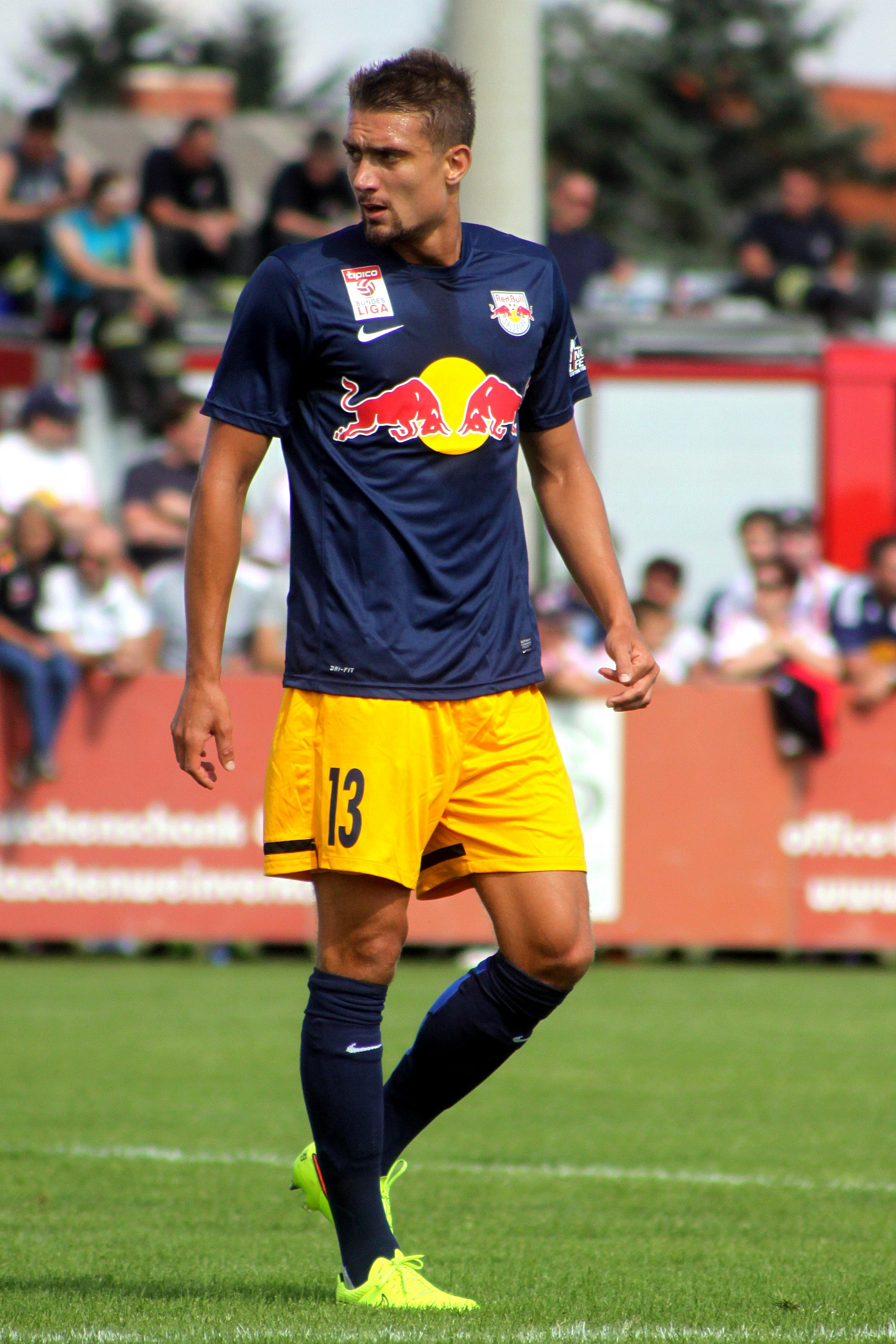
Ilsanker im Trikot von Red Bull Salzburg (2014)

Als die Salzburger Austria 2005 als FC Red Bull Salzburg neukonstituiert wurde, wechselte Ilsanker in dessen Nachwuchsbereich. Erst in dieser Zeit, im Alter von 15 Jahren, wechselte er vom Tor aufs Feld, nachdem er wegen einer Schulterverletzung im Training als Feldspieler ausgeholfen hatte. Sein Jugendtrainer erkannte das Talent und überredete ihn, es im defensiven Mittelfeld zu versuchen. Bei den Jugendmannschaften von Red Bull Salzburg kam er meist in den Jugendligen zum Einsatz, wobei seine letzte Station die U19-Jugendliga war, für die er in der Saison 2007/08 bei einem 90-minütigen Einsatz sein letztes Spiel absolvierte. Dieses Spiel sollte für Ilsanker in dieser Saison auch das einzige in der U19-Liga bleiben.

### Vereinskarriere

#### 2007–2010: Red Bull Juniors und erste Profieinsätze
Ab der Saison 2007/08 stand Ilsanker im Kader der Red Bull Juniors. Die Juniors gelten zwar als Amateurteam des FC Red Bull Salzburg, hatten zu diesem Zeitpunkt ihren Spielbetrieb aber in der Ersten Liga, der zweithöchsten Spielklasse in Österreich. So kam Ilsanker in der ersten Runde dieser Saison zu seinem ersten Profieinsatz, als er beim 2:1-Auswärtssieg über den FC Gratkorn für den in dieser Partie ebenfalls im Profibereich debütierenden Kroaten Marin Matos eingewechselt wurde. Nachdem er auch in den darauf folgenden Spielen entweder ein- oder ausgewechselt worden war und dabei einmal die Gelb-Rote Karte gesehen hatte, wurde er ab seinem sechsten Einsatz in der Ersten Liga zu einem Stammspieler im Mittelfeld. Bereits in seiner ersten Spielzeit als Profi kam er auf 26 Meisterschaftseinsätze und zwei Treffer. In der 29. Runde bei der 0:2-Niederlage gegen den SV Bad Aussee vor 100 Zusehern im heimischen Stadion wurde er mit einer Roten Karte ein weiteres Mal vom Platz gestellt.
In der Saison 2008/09 gab er in 23 Ligaspielen eine Torvorlage und kam im ÖFB-Cup-Spiel beim 7:0-Auswärtssieg über seinen ehemaligen Verein, den FC Hallein 04, ab der 57. Spielminute, als er für Richard Wemmer eingewechselt wurde, zum Einsatz. Am 4. April 2009 beim 4:1-Heimsieg über die Wiener Austria saß Ilsanker erstmals auf der Ersatzbank der Bundesligamannschaft, kam jedoch nicht zum Einsatz. Einige Tage später wurde er zum Youngster des Monats März gewählt; am Ende der Saison stand er im Young-Star-Team des Jahres.
In der Saison 2009/10 erzielte Ilsanker in 27 Ligaspielen für die Red Bull Juniors zwei Treffer. Des Weiteren kam er für die erste Mannschaft des FC Red Bull Salzburg zu zwei Pflichtspieleinsätzen. Beim 7:1-Auswärtssieg im ÖFB-Cup-Spiel gegen den SK Vorwärts Steyr ersetzte er in der 52. Minute den Dänen Thomas Augustinussen im Mittelfeld. Am 25. August 2009 stand er beim Play-off-Spiel zur UEFA Champions League 2009/10 gegen Maccabi Haifa das erste Mal von Beginn an auf dem Platz, musste in der 70. Minute aber verletzungsbedingt durch Saša Ilić ersetzt werden. Danach kam Ilsanker regelmäßig bei den Juniors zum Einsatz.

#### 2010–2012: Zwei Jahre in Mattersburg
Weil der Durchbruch in den Profikader des FC Red Bull Salzburg nicht zu gelingen schien, unterschrieb Ilsanker im Sommer 2010 einen Vertrag beim Bundesligisten SV Mattersburg. Bei den Burgenländern erkämpfte er sich sofort einen Platz in der Startelf und kam in zwei Spielzeiten zu insgesamt 56 Pflichtspieleinsätzen.

#### 2012–2015: Rückkehr nach Salzburg
Ab der Saison 2012/13 spielte Ilsanker wieder für den FC Red Bull Salzburg. Er unterschrieb einen bis Sommer 2014 gültigen Vertrag. Unter Trainer Roger Schmidt wurde er in seiner ersten Saison Stammspieler im defensiven Mittelfeld. In dieser Spielzeit kam er auf 31 Pflichtspieleinsätze in Bundesliga, Cup und Champions-League-Qualifikation.
Die Saison 2013/14 wurde schließlich zur sportlich erfolgreichsten Spielzeit für Ilsanker und Red Bull Salzburg. Die Saison endete mit dem Doublegewinn aus Meisterschaft und Pokal. Darüber hinaus schlugen die Salzburger in der UEFA Europa League 2013/14 unter anderem Ajax Amsterdam mit einem Gesamtscore von 6:1 und schieden im Achtelfinale gegen den FC Basel aus. Ilsanker kam in dieser Saison auf 51 Pflichtspieleinsätze und fünf Tore.
Sein Vertrag bei Red Bull Salzburg lief noch bis 2018 und auch in der folgenden Saison war er Stammspieler.

#### 2015–2020: Aufstieg und Vizemeisterschaft in Leipzig
Zur Saison 2015/16 wechselte er zum deutschen Zweitligisten RB Leipzig, mit dem er am Saisonende als Tabellenzweiter aufstieg. Sein Bundesligadebüt gab er am 28. August 2016 (1. Spieltag) beim 2:2-Unentschieden im Auswärtsspiel gegen die TSG 1899 Hoffenheim. In der Folge wurde der Mittelfeldspieler regelmäßig eingesetzt und spielte mit Leipzig ab 2017 jährlich im Europapokal. In der Hinrunde der Saison 2019/20 kam Ilsanker jedoch auf lediglich fünf Bundesligaspiele sowie einen Einsatz im Pokal.

#### 2020–2022: Europa-League-Sieger mit Eintracht Frankfurt
Am letzten Tag der Wintertransferperiode 2019/20 wechselte Ilsanker innerhalb der Bundesliga zu Eintracht Frankfurt, wo er einen Vertrag bis 2022 unterschrieb. Am 3. Juni 2020 erzielte er beim 3:0-Auswärtssieg gegen Werder Bremen seine ersten beiden Bundesligatore, wobei er den ersten Treffer nur 17 Sekunden nach seiner Einwechslung erzielte und damit einen Bundesliga-Rekord seit Beginn der detaillierten Datenerfassung aufstellte. Nach 29 Pflichtspielspielen in der Spielzeit 2020/21 kam Ilsanker in der Saison 2021/22 unter dem neuen Trainer Oliver Glasner nur noch selten zu Einsätzen, sodass sein zum Saisonende auslaufender Vertrag nicht verlängert wurde. Zum Abschluss seiner Zeit in Frankfurt gewann der Defensivakteur mit seiner Mannschaft am 18. Mai 2022 nach einem Finalsieg gegen die Glasgow Rangers die Europa League.

#### 2022–2023 Wechsel nach Italien
Nach seinem Vertragsende in Frankfurt wechselte Ilsanker zur Saison 2022/23 zum italienischen Zweitligisten CFC Genua, der frisch aus der Serie A abgestiegen war. Für Genua kam er zu 16 Einsätzen in der Serie B, mit dem Team schaffte er den direkten Wiederaufstieg ins Oberhaus. Anschließend wurde sein Vertrag in Genua im August 2023 aufgelöst. Nach einem halben Jahr ohne Verein beendete er dann im Jänner 2024 seine Karriere.

#### Im Amateurfußball
Nach seinem Karriereende legte Ilsanker seinen Spielerpass im Jänner 2024 zum sechstklassigen USV Koppl. Im September 2024 gab er sein Comeback in der 2. Landesliga, bei einem 7:1-Erfolg von Koppl über die SG Gneis/ASK_PSV Salzburg erzielte der Ex-Profi auch einen Treffer.

### Nationalmannschaft

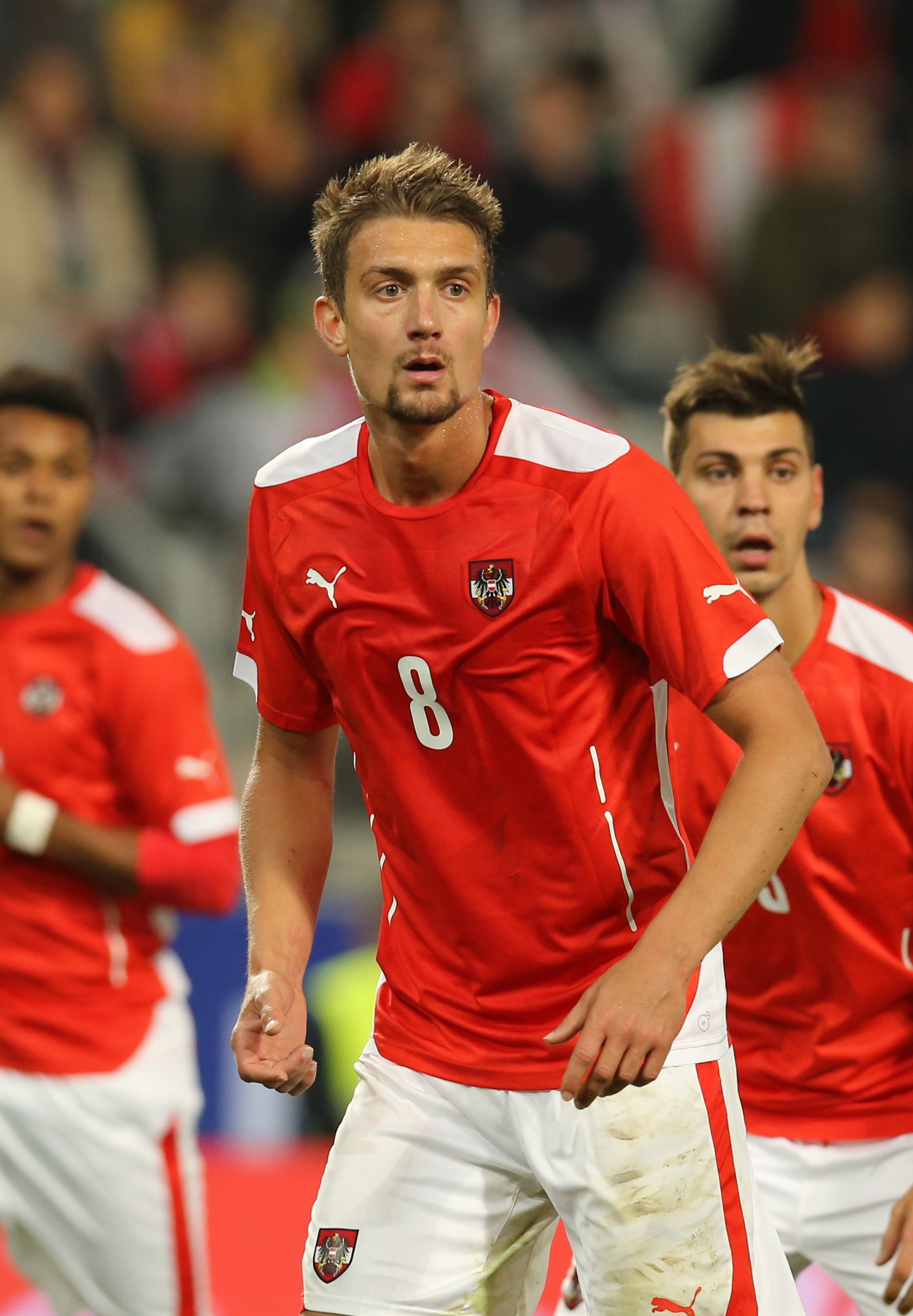
Ilsanker in einem Spiel gegen Island (2014)

Ilsanker sammelte bereits in der U17-Auswahl, für die er in vier Spielen zum Einsatz kam, erste Erfahrungen in Jugendnationalmannschaften des ÖFB. Weiters kam er zu drei Einsätzen für das U18-Nationalteam und zu elf Spielen für die österreichische U19-Auswahl. Im Juli 2007 wurde Ilsanker von Hermann Stadler in das 18-köpfige Aufgebot für die U19-Europameisterschaft 2007 in Oberösterreich berufen.
Später folgten zwei Spiele für die U20 sowie neun Einsätze für die U21, mit der er auch die Qualifikation zur U21-Weltmeisterschaft 2011 in Dänemark bestritt.
Für das Testspiel gegen Uruguay am 5. März 2014 wurde Ilsanker erstmals ins österreichische A-Nationalteam berufen. Nachdem er gegen die Südamerikaner noch nicht zum Einsatz gekommen war, gab er am 30. Mai 2014 im Spiel gegen Island sein Debüt. Bei der Europameisterschaft 2016 in Frankreich wurde Ilsanker in das Aufgebot Österreichs aufgenommen. In der Auftaktpartie kam er nicht zum Einsatz, beim 0:0 gegen Portugal stand er in der Startelf. Im entscheidenden Spiel gegen Island wurde er in der Halbzeit beim Stand von 0:1 ausgewechselt. Mit nur einem Punkt wurde das Team Gruppenletzter und schied aus. Im Mai 2021 wurde er in den vorläufigen Kader Österreichs für die EM 2021 berufen und schaffte es schlussendlich auch wieder in den endgültigen Kader, mit dem er bis zum Achtelfinale kam. Während des Turniers kam er zu drei Kurzeinsätzen.

## Erfolge
FC Red Bull Salzburg
- Österreichischer Meister: 2014, 2015
- Österreichischer Cupsieger: 2014, 2015

RB Leipzig
- Aufstieg in die Bundesliga: 2016
- Deutscher Vizemeister: 2017

Eintracht Frankfurt
- Europa-League-Sieger: 2022

## Auszeichnungen
- Youngster des Monats: März 2009
- Berufung ins Young-Star-Team des Jahres: 2009
- VdF-Aufsteiger des Jahres (Bruno): 2014